# René Clair
René Clair, de veritable nom René Chomette (11 de novembre de 1898, París - 15 de març de 1981), va ser un cineasta i escriptor francès. Membre de la Acadèmia Francesa, va ocupar la cadira número 19.

## Biografia
Es va criar al barri parisenc de Les Halles. Va estudiar en el Lycée Montaigne i en el Lycée Louis-le-Grand, on va iniciar la seva amistat amb Jacques Rigaut (futur escriptor dadaista). En 1917, va servir en la Primera Guerra Mundial com a conductor d'ambulàncies. En 1918 es va iniciar com periodista de L'Intransigeant sota el pseudònim de René Després. Al mateix temps, va escriure cançons sota el pseudònim de Danceny per a Damia, cèlebre cantant francesa de l'època.
Aviat va obtenir papers com a actor en diverses pel·lícules: Le Lys de la vie, L'Orpheline, Parisette, Le Sens de la mort i va triar per a aquesta ocasió el pseudònim de René Clair. Es va convertir en director del suplement de cinema, de la revista Théâtre et Comœdia illustré.
El 1922 va començar la redacció del guió de Le Rayon diabolique  que rodarà el 1923 i estrenarà el 1924 sota el títol Paris qui dort.
El ballet Relâche, del qual Francis Picabia va escriure el llibret, s'instal·la al Théâtre des Champs-Élysées on el seu director, Jacques Hébertot, ho és igualment del Théâtre et Comœdia illustré. Picabia desitjava que es projectés un film en l'entreacte. René Clair serà triat per a realitzar-lo. La pel·lícula d'inspiració dadaista Entr'acte que compta amb la col·laboració de Erik Satie en l'apartat musical, i del mateix Picabia, crearà un gran escàndol que garantirà la notorietat de Clair enfront de la intel·lectualitat i els ambients avantguardistes del París de l'època.
Va realitzar després diverses pel·lícules de to entre la comèdia i el fantàstic, distingint-se d'entre totes elles Un chapeau de paille d'Italie, sobre una cèlebre obra teatral; però es va consagrar en l'escriptura: Adams és publicada en 1926 per Edicions Grasset. El 1929, va escriure el guió de Prix de beauté, el qual anava a dirigir també al principi, però finalment es va encarregar d'això Augusto Genina.
No és sinó fins al seu primer film sonor, Sous les toits de Paris (1930), quan serà reconegut a nivell internacional pel públic i la crítica. L'èxit es va confirmar amb els dos films que van seguir a aquest i conformen una espècie de trilogia: El milió (1930) amb la fascinant actriu Annabella i Catorze de juliol, que donen una radiografia de la societat francesa en diferents èpoques; i Visca la llibertat! (1931), sàtira utopista de la societat industrial, la música de la qual era a càrrec de Georges Auric, que l'any anterior havia debutat en Le sang d'un poète de Jean Cocteau, i que havia col·laborat anys enrere com a actor amb Clair a Entr'acte. La pel·lícula va obtenir sengles premis a la Mostra Internacional de Cinema de Venècia i de la revista de cinema japonesa Kinema Junpo de Tòquio, a més de ser nominada a un premi Oscar.
En 1936, es va presentar Temps moderns de Charles Chaplin. La societat alemanya Tobis, que havia produït Visca la llibertat!, i que en aquells dies estava sota el control del ministre de Propaganda del Tercer Reich, Joseph Goebbels, va decidir demandar a Chaplin per imitació i plagi. Clair es va oposar a aquesta decisió, considerant la pel·lícula de Chaplin, personatge al qual admira, com un homenatge indirecte al seu. La productora Tobis no obstant això continuarà assetjant a Chaplin.
Després del fracàs de la seva pel·lícula L'últim milionari (1934), René Clair va acceptar l'oferta que li fa el conegut productor Alexander Korda per a treballar en Londres. Es reunirà breument amb l'èxit amb El fantasma va a l'Oest (1935), comèdia de to fantàstic en la qual brillen les estrelles angleses Robert Donat i Jean Parker, però la seva pròxima pel·lícula, Break the News (1937), versió anglesa de La Mort en fuite estrenada a França l'any anterior, li va portar novament al fracàs.
De nou a França a la fi de 1938, va començar a rodar Air pur el juliol de 1939. El rodatge és interromput quan diversos membres de l'equip de rodatge van ser reclutats per l'Exèrcit francès. La pel·lícula mai es va acabar. Al juny de 1940, René Clair va abandonar França amb la seva dona i fill, passant per Espanya i Portugal, i embarcant cap a Nova York. El Govern de Vichy li va retirar llavors la nacionalitat francesa, encara que poc després va anul·lar aquesta decisió.
René Clair va ser ben acollit a Hollywood, on va realitzar quatre pel·lícules: The Flame of New Orleans (1941), comedia de regular èxit amb Marlene Dietrich; M'he casat amb una bruixa (1942), fita de la comèdia fantàstica estatunidenca, on els actors Fredric March i Veronica Lake van quedar immortalitzats per al cinema definitivament;It Happened Tomorrow (1944), comèdia de molta brillantor i amb ressons del cinema mut, on van brillar Dick Powell i Linda Darnell, i Deu negrets (1945), adaptació de la novel·la homònima d'Agatha Christie, on Clair va manejar un impressionant repartiment d'actors secundaris encapçalats per Walter Huston i l'actriu d' El lladre de Bagdad, June Duprez.
Va retornar a França en 1946, on va rodar El silenci és d'or (1947), homenatge als pioners del setè art, amb Maurice Chevalier en un dels seus papers culminants. La Beauté du diable (1949), on revisa el mite de Faust aconseguint una obra mestra, i va dirigir Gérard Philipe per primera vegada, amb qui tornarà a coincidir en Les Belles de nuit (1952), pel·lícula en episodis, on sobresurten també Martine Carol i Gina Lollobrigida.
En 1955, va aparèixer la seva primera pel·lícula en color, Les maniobres de l'amor, que va obtenir el Premi Louis-Delluc i es va convertir en un dels seus majors èxits personals i professionals, on va donar la seva primera oportunitat a la mítica Brigitte Bardot abans del seu èxit amb Roger Vadim l'any següent. Va portar més tard a la pantalla una novel·la de René Fallet, La Gran ceinture, amb el títol Porta dels lilàs (1957), un drama realista i tràgic que tindrà una gran influència en les següents dècades del cinema francès, i on apareix el cantant Georges Brassens en la seva primera interpretació cinematogràfica.
En 1960, va ser triat membre de la Acadèmia francesa; sent la primera vegada que un cineasta professional fa la seva entrada en aquesta. Al mateix temps, sorgeix la Nouvelle Vague, moviment transformador dels convencionalismes del cinema tradicional francès, que renega de la filosofia i vigència de la generació de directors a què pertany el propi Clair al costat de Marcel Carné, Julien Duvivier, etc.
Alterna llavors la seva participació en pel·lícules compartides amb altres directors: La Française et l'Amour (1960) i Les Quatre Vérités (1962), comèdia basada en rondalles de Jean de La Fontaine, on hi participa Luis García Berlanga, i l'èxit del qual va donar peu a una sèrie per a TV en 1964.
Va finalitzar la seva carrera amb 2 llargmetratges: Tot l'or del món (1961) amb Bourvil i Philippe Noiret en els papers principals, i Les Fêtes galantes exhibida en 1965, que va ser la seva última pel·lícula.
A partir de llavors, René Clair es va consagrar a l'escriptura i a la posada en escena teatral. Va realitzar, entre d'altres, Relâche de Picabia (1970), i va tocar el gènere operístic amb Orfeu i Eurídice (1973), presentada a l'Òpera de París.
En 1974 va ser president del jurat del 27è Festival Internacional de Cinema de Canes. Va crear i va presentar l'obra La Catin aux lèvres douces al Théâtre de l'Odéon i es va interessar pel còmic.
Va morir el 15 de març de 1981.

## Filmografia

### Com a director
- 1924: Entr'acte (curtmetratge)
- 1925: Paris qui dort (curtmetratge)
- 1925: Le Fantôme du Moulin-Rouge
- 1926: Le Voyage imaginaire
- 1927: La Proie du vent
- 1928: La Tour (curtmetratge)
- 1928: Un chapeau de paille d'Italie
- 1929: Les Deux Timides
- 1930: Sous les toits de Paris
- 1931: El milió
- 1931: Visca la llibertat!
- 1933: Catorze de juliol
- 1934: L'últim milionari
- 1935: El fantasma va a l'Oest
- 1938: Break the News
- 1941: The Flame of New Orleans
- 1942: M'he casat amb una bruixa
- 1943: Forever and a Day (pel·lícula col·lectiva)
- 1944: It Happened Tomorrow
- 1945: And Then There Were None
- 1947: El silenci és d'or
- 1950: La Beauté du diable
- 1952: Les Belles de nuit
- 1955: Les maniobres de l'amor
- 1957: Porta dels lilàs
- 1960: La Française et l'Amour (pel·lícula col·lectiva)
- 1961: Tot l'or del món
- 1962: Les Quatre Vérités
- 1964: Les Fables de La Fontaine (ssèrie de televisió)
- 1965: Les Fêtes galantes

### Com a guionista
Llevat indicació al contrari, les pel·lícules també ón dirigides per René Clair.
- 1924: Entr'acte (curtmetratge)
- 1925: Paris qui dort (curtmetratge)
- 1925: Le Fantôme du Moulin-Rouge
- 1926: Le Voyage imaginaire
- 1927: La Proie du vent
- 1928: Un chapeau de paille d'Italie
- 1929: Les Deux Timides
- 1930: Sous les toits de Paris
- 1930: Prix de beauté d'Augusto Genina
- 1931: El milió
- 1931: Visca la llibertat!
- 1933: Catorze de juliol
- 1934: L'últim milionari
- 1935: El fantasma va a l'Oest
- 1938: Break the News
- 1941: The Flame of New Orleans
- 1942: M'he casat amb una bruixa
- 1944: And Then There Were None
- 1947: El silenci és d'or
- 1950: La Beauté du diable
- 1952: Les Belles de nuit
- 1955: Les maniobres de l'amor
- 1957: Porta dels lilàs
- 1957: The Golden Age of Comedy de Robert Youngson (documental)
- 1960: La Française et l'Amour (pel·lícula col·lectiva)
- 1960: De fil en aiguille, telefilm de Lazare Iglesis
- 1961: Tout l'or du monde
- 1962: Les Quatre Vérités
- 1965: Les Fêtes galantes
- 1966: Gariban d'Aram Gülyüz (no acreditat)
- 1972: Au théâtre ce soir (ssèrie de televisió, 1 episodi)

### Com actor
- 1920: Le Lys de la vie de Loïe Fuller i Gabrielle Sorère : Prince
- 1921: Parisette de Louis Feuillade: Jean Vernier
- 1921: L'Orpheline de Louis Feuillade: Pierre Moral
- 1922: Le Sens de la mort de Iàkov Protazànov
- 1963: En compagnie de Max Linder de Maud Linder: narrador

## Literatura
Narracions
- Adams, Paris, Grasset, 1926.
- La Princesse de Chine, suivi de De fil en aiguille, Paris, Grasset, 1951.

Novel·les
- Jeux du hasard, Paris, Gallimard, 1976.

Teatre
- L’Étrange Ouvrage des cieux, Paris, Gallimard, coll. "Le Manteau d'Arlequin", 1972.

Crítiques
- Réflexion faite, Paris, Gallimard, 1951.
- Cinéma d’hier, cinéma d’aujourd’hui, Paris, Gallimard, 1970, coll. "Idées".

## Premis i distincions
Premis Oscar
| Any  | Categoria                             | Pel·lícula       | Resultat |
| ---- | ------------------------------------- | ---------------- | -------- |
| 1958 | Millor pel·lícula de parla no anglesa | Porta dels lilàs | Nominat  |

Mostra Internacional de Cinema de Venècia
| Any  | Categoria             | Pel·lícula         | Resultat  |
| ---- | --------------------- | ------------------ | --------- |
| 1938 | Recomendació especial | Break the News     | Guanyador |
| 1952 | Premi FIPRESCI        | Les Belles de nuit | Guanyador |